# Sword Art Online Alternative Gun Gale Online
Sword Art Online Alternative: Gun Gale Online (ソードアート・オンライン オルタナティブ ガンゲイル・オンライン Sōdo Āto Onrain Orutanatibu: Gangeiru Onrain?) es una serie de novelas ligeras escritas por Keiichi Sigsawa e ilustradas por Kouhaku Kuroboshi. Las novelas son un spin-off de la serie Sword Art Online creada por Reki Kawahara. En 2015 se adaptó a una serie de manga y en abril de 2018 salió al aire una serie de anime para televisión basada en las novelas.
Una segunda temporada ha sido anunciada en julio de 2023 y tanto las novelas ligeras como la adaptación al manga son publicadas en Norteamérica por Yen Press, mientras que el anime tiene licencia de Aniplex of America.

## Argumento
Con la caída de la popularidad de los juegos de realidad virtual, tras el incidente del juego Sword Art Online, el público vio la aparición de un nuevo dispositivo para juegos de realidad virtual, el AmuSphere. El dispositivo atrajo la atención de nuevos jugadores y se hizo popular por ser confiable y más avanzado que el anterior. Las nuevas posibilidades de los juegos de realidad virtual alcanzaron muchas áreas como deportes, educación, salud, entrenamiento en línea, entre otros.
La estudiante universitaria Karen Kohiruimaki, acomplejada por su gran estatura, encontró refugio de la realidad en el juego Gun Gale Online, donde obtuvo como avatar un personaje lindo y de baja estatura. La hábil Karen, bajo el sobrenombre de Llenn, con el tiempo ganó popularidad por su destreza y peculiar estilo de juego. Karen conoció varios jugadores que en la vida real también intentan escapar de su realidad, como Pitohui, una sanguinaria jugadora o un grupo de estudiantes de preparatoria, quienes en el juego son un grupo de rudas mujeres militares. Karen participa en un concurso llamado Squad Jam donde gana y logra el reconocimiento y admiración de los demás jugadores, en la siguiente participación en la segunda edición del concurso, intenta impedir una catástrofe haciendo equipo con varios de los otros jugadores.

## Personajes
Karen Kohiruimaki (小比類巻 香蓮 Kohiruimaki Karen?)
Voz por: Tomori Kusunoki
Es una tímida estudiante universitaria originaria de Hokkaido. Acomplejada por su elevada estatura (183 centímetros), encuentra refugio en los videojuegos como Gun Gale Online, donde obtiene el avatar de una pequeña niña y usa el apodo de Llenn. En el juego usa un arma FN P90 que llama P-chan, su personaje en el juego es muy rápido corriendo y con excelente destreza, es considerada por el resto de los jugadores como una rival fuerte.
Elsa Kanzaki (神崎 エルザ Kanzaki Eruza?)
Voz por: Yōko Hikasa
Elsa es una popular cantante y escritora de música. Fue una de los primeros usuarios en probar la versión beta del juego Sword Art Online, sin embargo no pudo registrarse en la versión oficial del juego y evitó quedarse atrapada en el incidente que ocasionó muchas muertes. Furiosa por no lograr experimentar la muerte en el juego ni en la vida real, su personalidad se volvió psicótica. En el juego Gun Gale Online, usa un avatar tipo sniper llamado Pitohui, una joven engreída y muy violenta que disfruta masacrar y humillar al resto de los jugadores, es además una jugadora muy hábil y experimentada, es reconocida como una fuerte y temida rival.
Gōshi Asōgi (阿僧祇 豪志 Asōgi Gōshi?)
Voz por: Kazuyuki Okitsu
Gōshi es el representante profesional y amigo cercano de Elsa. Como fanático solía seguir a la cantante a escondidas, antes de conocerla en persona. Su relación de amistad con ella comenzó cuando fue contratado como representante. La intensidad de las experiencias con la cantante y el abuso laboral sufrido, ocasionaron que perdiera mucho peso. Gōshi se une al juego Gun Gale Online con el apodo de «M», un hombre corpulento vestido de ropa militar con camuflaje. Usa rifles y armas de alto poder, además de ser un gran francotirador, tiene amplios conocimientos de tácticas militares y operaciones especiales. Fue aliado de Lenn en el primer concurso dentro del juego y se unió con Pitohui en el siguiente evento.
Miyu Shinohara (篠原 美優 Shinohara Miyu?)
Voz por: Chinatsu Akasaki
Miyu es la mejor amiga de Karen, ambas son de Hokkaido. Es una experta en juegos de realidad virtual, en especial de Alfheim Online, además es la consejera de Karen en temas de videojuegos y ambas son fanáticas de la cantante Elsa Kanzaki. Miyu se une a Gun Gale Online con un avatar llamado Fukaziroh, usa un par de lanzadores de granadas como armas principales, en el juego es aliada de Lenn.
Nitobe Saki (新渡戸 咲?)
Voz por: Asai Ayaka
Líder del club de gimnasia rítmica de la escuela preparatoria. Es la líder además de SHINC en el juego Gun Gale Online, su avatar es una corpulenta mujer que llaman Boss.
Moe Annaka (安中 萌?)
Voz por: M・A・O
Estudiante de primer año de preparatoria e integrante del equipo de gimnasia rítmica. En el juego Gun Gale Online su avatar es una mujer glamurosa.

## Contenido de la obra

### Novelas
Dengeki Bunko anunció en septiembre de 2014 que Keiichi Sigsawa adaptaría la serie Sword Art Online a una serie de novelas ligeras bajo la supervisión del autor original. La serie spin-off fue ilustrada por Kouhaku Kuroboshi. ASCII Media Works publicó la primera novela en diciembre de 2014.

#### Lista de volúmenes
| N.º | Título       | Fecha de lanzamiento    | ISBN original          |
| --- | ------------ | ----------------------- | ---------------------- |
| 1   | «Volumen 1»  | 10 de diciembre de 2014 | ISBN 978-4-04-869094-2 |
| 2   | «Volumen 2»  | 10 de marzo de 2015     | ISBN 978-4-04-869095-9 |
| 3   | «Volumen 3»  | 10 de junio de 2015     | ISBN 978-4-04-865190-5 |
| 4   | «Volumen 4»  | 10 de marzo de 2016     | ISBN 978-4-04-865818-8 |
| 5   | «Volumen 5»  | 9 de julio de 2016      | ISBN 978-4-04-892110-7 |
| 6   | «Volumen 6»  | 10 de marzo de 2017     | ISBN 978-4-04-892745-1 |
| 7   | «Volumen 7»  | 9 de junio de 2018      | ISBN 978-4-04-893789-4 |
| 8   | «Volumen 8»  | 10 de agosto de 2018    | ISBN 978-4-04-893878-5 |
| 9   | «Volumen 9»  | 7 de diciembre de 2018  | ISBN 978-4-04-912093-6 |
| 10  | «Volumen 10» | 10 de abril de 2020     | ISBN 978-4-04-913132-1 |
| 11  | «Volumen 11» | 10 de noviembre de 2021 | ISBN 978-4-04-913940-2 |
| 12  | «Volumen 12» | 10 de febrero de 2022   | ISBN 978-4-04-914142-9 |
| 13  | «Volumen 13» | 10 de marzo de 2023     | ISBN 978-4-04-914143-6 |
| 14  | «Volumen 14» | 10 de octubre de 2024   | ISBN 978-4-04-915907-3 |

### Manga
Tadadi Tamori adaptó las novelas a una serie de manga publicada por ASCII Media Works, serializada en la revista Dengeki Maoh desde diciembre de 2015 hasta enero de 2021.

#### Lista de volúmenes
| N.º | Título      | Fecha de lanzamiento    | ISBN original          |
| --- | ----------- | ----------------------- | ---------------------- |
| 1   | «Volumen 1» | 8 de octubre de 2016    | ISBN 978-4-04-892373-6 |
| 2   | «Volumen 2» | 10 de noviembre de 2017 | ISBN 978-4-04-893446-6 |
| 3   | «Volumen 3» | 10 de noviembre de 2018 | ISBN 978-4-04-912180-3 |
| 4   | «Volumen 4» | 27 de marzo de 2021     | ISBN 978-4-04-913771-2 |

### Anime
Una serie de anime para televisión fue anunciada en el festival de Dengeki Bunko en octubre de 2017. La serie fue dirigida por Masayuki Sakoi, escrita por Yōsuke Kuroda y producida por el estudio de animación 3Hz, Yoshio Kosakai diseñó los personajes. El tema de apertura es Ryūsei interpretado por Eir Aoi y el tema de cierre es To see the future de Tomori Kusunoki. La serie salió al aire entre el 8 de abril y el 30 de junio de 2018 en las cadenas Tokyo MX, BS11, entre otras. El servicio de streaming Crunchyroll emitió de manera simultánea el anime fuera de Japón.

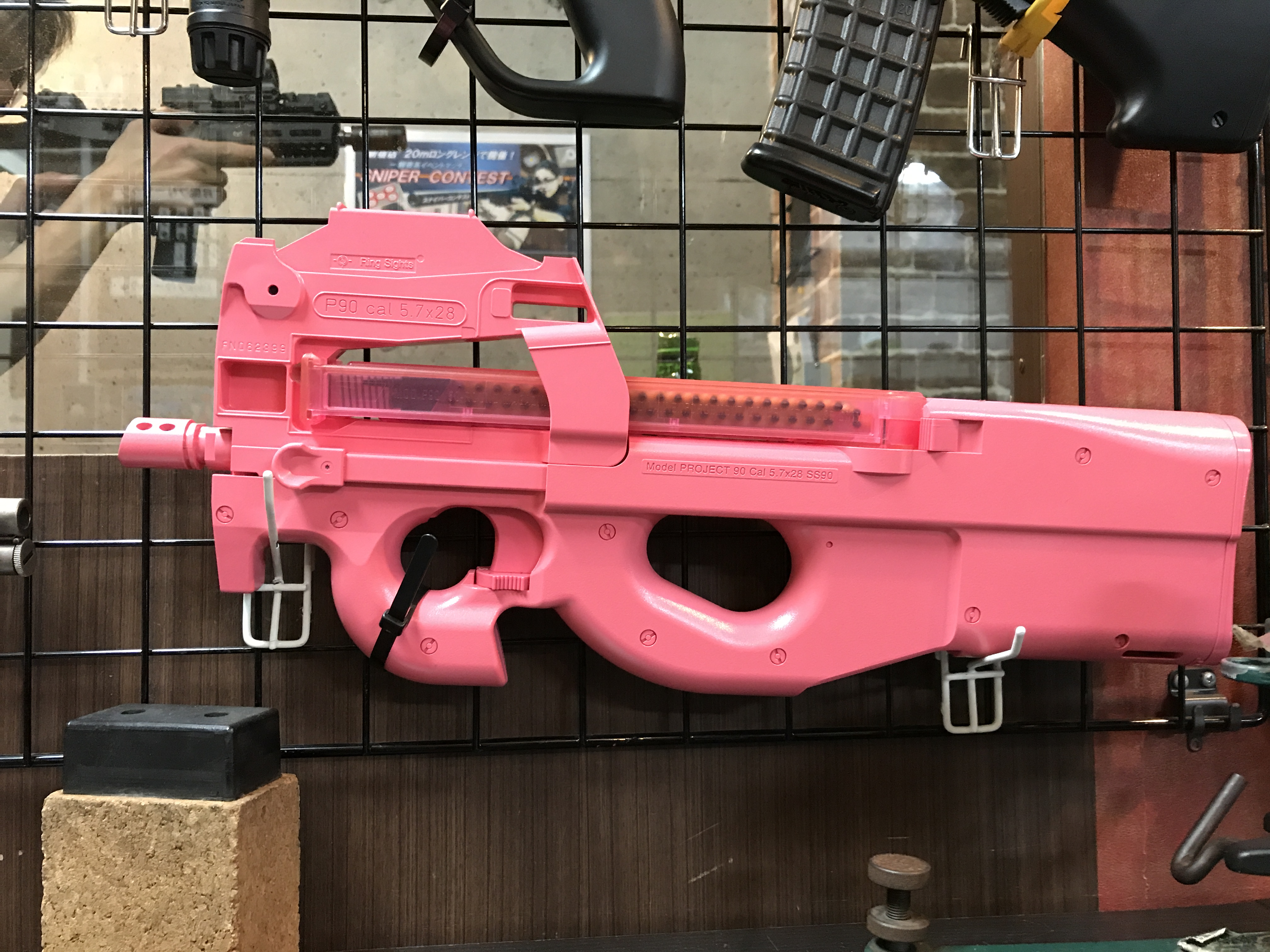
El FN P90 del Tokyo Marui en exhibición dentro de una tienda de armas de aire en Japón.

Para promocionar el anime, Tokyo Marui hizo una ametralladora FN P90 de edición limitada con un acabado rosa como parte de una colaboración con Keiichi Sigsawa y Kōji Akimoto, este último que trabajó en el color de la pistola de aire. El P90 rosa se sorteó al público a través de un sorteo en colaboración con Pizza Hut Japan, en el que se entregaron dos de ellos a los concursantes.
Se anunció una segunda temporada en el evento del 30 aniversario de Dengeki Bunko el 15 de julio de 2023. Los miembros principales del personal regresan de la primera temporada. Su estreno está previsto para octubre de 2024, con A-1 Pictures como estudio.

#### Lista de episodios[35]
| #   | Título                                                                           | Estreno             |
| --- | -------------------------------------------------------------------------------- | ------------------- |
| 1   | «Squad Jam» «Sukuwaddo Jamu» (スクワッド・ジャム)                                | 8 de abril de 2018  |
| 2   | «GGO» «GGO»                                                                      | 15 de abril de 2018 |
| 3   | «Fan Letter» «Fan Retā» (ファンレター)                                           | 22 de abril de 2018 |
| 4   | «Death Game» «Desu Gēmu» (デスゲーム)                                            | 29 de abril de 2018 |
| 5   | «Leave the Last Battle to Me» «Rasuto Batoru wa Watashi ni» (ラストバトルは私に) | 6 de mayo de 2018   |
| 5.5 | «Refrain» «Rufuran» (ルフラン)                                                   | 13 de mayo de 2018  |
| 6   | «SAO Loser» «SAO Rūzā» (SAO失敗者)                                               | 20 de mayo de 2018  |
| 7   | «Second Squad Jam» «Sekando Sukuwaddo Jamu» (セカンド・スクワッド・ジャム)       | 27 de mayo de 2018  |
| 8   | «Booby Trap» «Būbī Torappu» (ブービートラップ)                                   | 3 de junio de 2018  |
| 9   | «Ten Minute Massacre» «Juppunkan no Ōsatsu» (十分間の鏖殺)                       | 9 de junio de 2018  |
| 10  | «The Devil's Comeback» «Maō Fukkatsu» (魔王復活)                                 | 16 de junio de 2018 |
| 11  | «Psycho Llenn» «Ikareta Ren» (イカれたレン)                                      | 23 de junio de 2018 |
| 12  | «Applause» «Hakushu» (拍手)                                                      | 30 de junio de 2018 |

### Videojuego
Llenn, Pitohui, M y Fukarizoh debutaron en un videojuego en Sword Art Online: Fatal Bullet como una actualización gratuita. Más tarde, tienen un papel importante en el episodio DLC "Dissonance of the Nexus", que también es la primera vez que interactúan con los personajes de la serie principal.

## Recepción
Durante el primer semestre de 2015, la serie fue la undécima serie de novelas ligeras más vendida, con su primer y segundo volumen en el octavo y el decimoséptimo lugar, respectivamente. El cuarto volumen también logró ser la vigésimo quinta novela más vendida durante la primera mitad de 2016. En mayo de 2018, la serie tenía 1 millón de copias impresas.